# Abstraktní fotografie

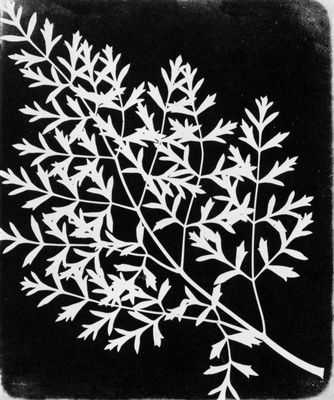
William Henry Fox Talbot: fotogram (fotogenická kresba), asi 1860

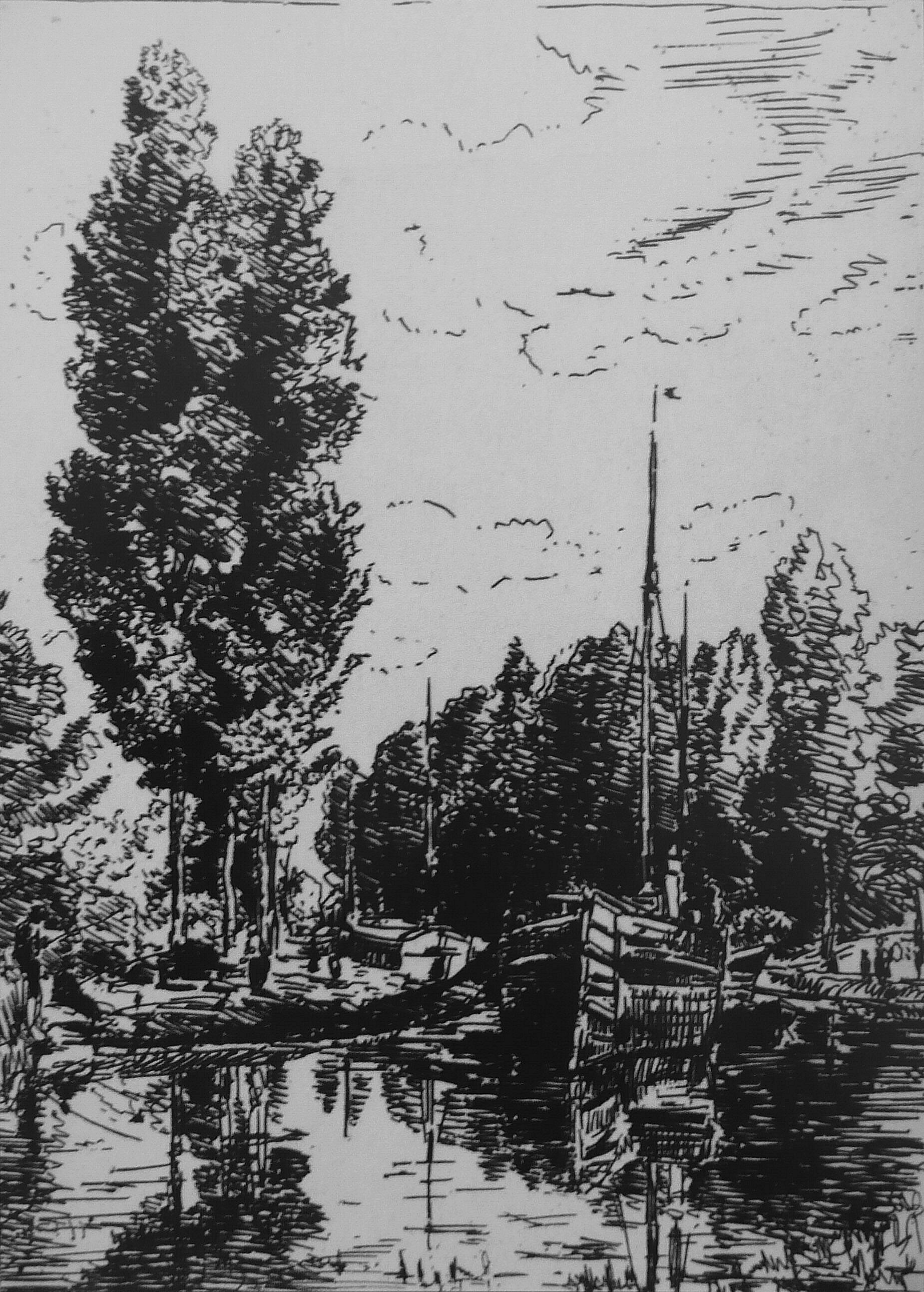
Charles Desavary: Loďky na kanálu, cliché verre

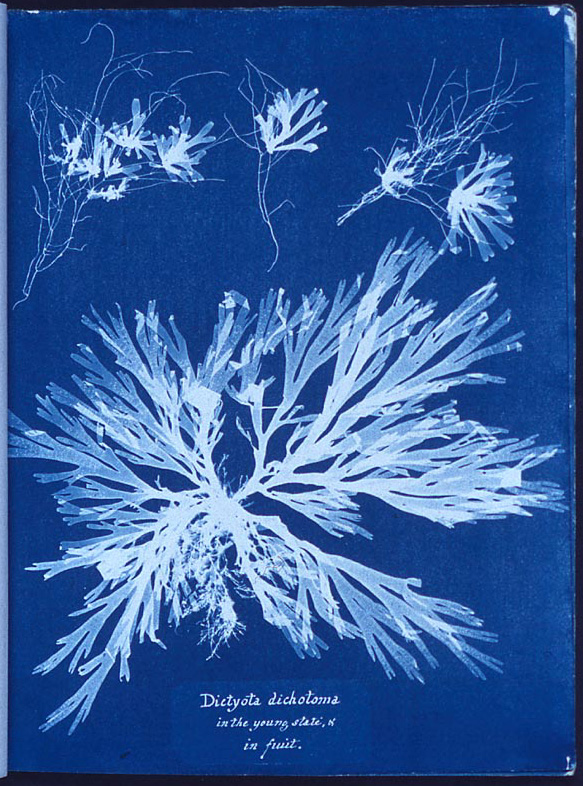
Anna Atkins: algae, kyanotypický fotogram

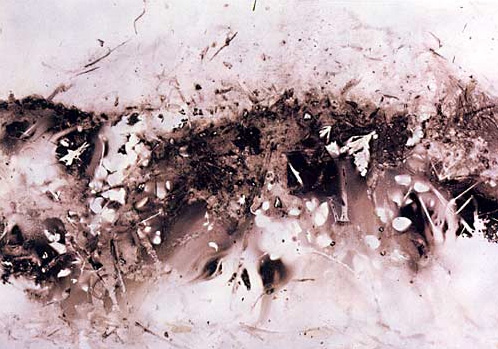
Jacek Tylicki: Natural Art, Nr. 183 (Vytvořeno přírodou), staré lesní stromy, jižní Švédsko, 17. - 29. srpna 1976, 47,5 x 35,5 cm

Abstraktní fotografie označuje zvláštní oblast fotografie, která je protipólem předmětné fotografie. Termín definoval v roce 1916 Alvin Langdon Coburn.

## Historie
Již v rané době abstraktního fotografického umění na počátku 20. století fotografové stanovili, že se může mluvit o abstraktní fotografii v podstatě pouze v případě, že se autor úplně vzdá své kamery a nechá působit světelné efekty na světlo citlivé látky - takzvané „snímky bez fotoaparátu“. Tak přišly na svět „vortografie“ Alvina Langdona Coburna, „schadografie“ Christiana Schada nebo „rayogramy“ Mana Raye. Všechny obrázky byly zhotovené bez fotoaparátu.
Alvin Langdon Coburn v roce 1916 vyvinul ze skleněných hranolů a zrcadel kaleidoskopické zařízení, pomocí kterého vytvářel abstraktní fotografie zvané vortografie. Byl ovlivněn vorticismem a skupinou britských umělců, mezi kterými byl také básník Ezra Pound. Coburn vystavil v roce 1917 v Londýně celkem 18 vortografií, které vyvolaly velkou pozornost. Man Raye proslavily především „fotografie bez kamery namalované světlem“ zvané rayogramy, které tak pojmenoval po experimentování s abstraktní fotografií v roce 1922. Postup umístění objektu na světlocitlivý materiál a vystavení objektu světlu je známý sice již ze třicátých let 19. století, ze snímků F. Talbota, zde se s ním však setkáváme ve zcela jiném kontextu.
Výrobní proces fotografií byl ve své době definován a obsahoval několik možností:
- Cliché verre je metoda leptání transparentního (průhledného) materiálu, malování nebo kreslení na průhledném povrchu, jako je sklo, fotografický film nebo deska a tisk výsledného obrazu na světlocitlivý papír.

- Také fotogram vzniká bez fotografického optického přístroje - fotoaparátu. Jde o stínový obraz vytvořený tak, že autor v temné komoře umístí pod zvětšovací přístroj nebo jiný zdroj světla neexponovaný fotopapír (resp. jakýkoliv světlocitlivý materiál), na kterém vytvoří kompozici z různě průsvitných předmětů. Po osvícení papíru, jeho vyvolání a ustálení vznikne obraz, kde na černém pozadí vystupují bílé, případně šedé předměty - podle délky expozice a průhlednosti předmětů. Nejznámějším světovým tvůrcem fotogramů byl americký umělec Man Ray (proto pojmenování rayogramy), v české fotografii vytvořil nejsilnější díla Jaroslav Rössler.

- Jako luminogram se označuje proces, při kterém se fotografický papír vystaví přímému působení světla.

- Při chemogramu dochází k působení chemikálií na citlivý fotografický papír, čímž vznikají viditelné formy, řízené interakcí světla a fotosenzitivního materiálu.

Po roce 1930 se utvořily v podstatě dva směry abstraktní fotografie: konstruktivistický a surrealistický směr. Laszlo Moholy-Nagy založil v roce 1937 v Chicagu spolek „New Bauhaus“ s vlastní laboratoří pro formování světla, kde vznikaly především luminogramy a inscenované obrazy v tradici konstruktivistických obrazových představ jako svobodné kompozice geo- případně stereometrické základní formy.
Paralelně k dominujícímu abstraktnímu malířství se po druhé světové válce přidala také renesance konstruktivistického fotografického umění stejně jako biomorfní případně pohybové fotografické abstrakce, které se však zastavilo s příchodem pop artu.

## Aktuální tendence
Přes různorodost dnešních poloh abstraktní fotografie je potřeba v zásadě rozlišovat dva koncepční přístupy, které primárně odrážejí své vlastní podmínky vzniku, respektive „proces vzniku obrazu“ a tedy vytvářejí provozují něco jako fotografický základní výzkum a také je potřeba rozlišovat více esteticky orientované přístupy „fotografické zkoumání základů“ , u kterých stojí v popředí realizace a další rozvoj klasického pochopení abstraktního malířství pomocí nejrůznějších fotografických prostředků. Ten druhý případ se sám vnímá jako „fotografické malířství“, respektive „piktorální fotografie“, což se sice ohledně svého konceptu zásadně od abstraktního malířství neodlišuje, a který na základě svých fotografických metod a postupů uplatňuje jakoby „sám pro sebe“. Snaží se o vytvoření jedinečné a malířskými prostředky neuskutečnitelné formy nové abstrakce.
Naproti tomu u obou velmi známých zástupců abstraktní fotografie současnosti Thomase Ruffa a Wolfganga Tillmanse nás nejprve napadne, že se neupínají jen na abstraktní fotografii a určité stylové zaměření. Spíše se na teoreticko-konceptuální rovině ptají po obsahu pravdivosti fotografie respektive obrazu jako takového a zpracovávají toto téma systematicky ve formě sérií obrazů, které se v celku nerozdělují na předmětné a abstraktní. V tom je to opět podobné s postmoderním malířstvím Gerharda Richtera.
Ruffův přístup se podle toho vyznačuje takzvanou „otevřeností v používání nejrůznějších zdrojů fotografických podnětů, výchozích materiálů a typů zpracování“. Výchozí bod jeho takzvaných „substrátových obrazů“ jsou například „komiksy manga“, které byly na počítači tak dlouho rozkládány do jednotlivých pixelů, až z původního banálního motivu vznikly proudy do sebe propojených rozpitých barev, které ukazují takzvaný „substrát“ obrazu. Se svými takzvanými „novými jpegy“ tematizuje Ruff digitální zpracování obrazu a přenos obrazu.
Velmi podobně se vytváří aktuální postoj Wolfganga Tillmanse k abstraktní fotografii, postoj, který je Krönerem charakterizován jako „přírodovědný“ a také jako „obrazově vědecky motivované fotografické hledání stop“. Stejně jako výše popsané postupy bez fotoaparátu vznikají jeho práce jako přímé osvícení fotografického papíru nebo zdůrazňují, stejně jako série Lighter, objektivní charakter fotografie tím, že jsou prezentovány monochromatické části fotografií v plexisklovém boxu.
Jacek Tylicki (* 1951, Sopoty) je polský multimediální umělec tvořící v USA. Je jedním z předchůdců konceptualismu a zakladatel populární Now Gallery v New Yorku. V roce 1973 začal cyklus s názvem "Natural Art", kde na plátno nebo papír nechal působit vodu, vítr a další přírodní živly, ponechával je na dlouhý čas ve volné přírodě (Švédsko, Polsko, Indie, Island, USA). Dává tak přírodě možnost vytvářet formu podobně jako tvoří umělec.
Ricardo Calero (* 1955, Zaragoza, Španělsko) je španělský konceptuální fotograf. svá díla vytváří tak, že nechává na papír působit světlo, čas, počasí, ale i výstřel i z pistole. Základními motivy umělcovy tvorby jsou existence a přežití.
- Curtis Moffat (1887 – 1949 USA)

- Keld Helmer-Petersen (*1920, Dánsko) publikoval své abstraktní barevné studie v publikaci 122 barevných fotografií.[7]

### České země
V Čechách měly značný ohlas zejména Man Rayovy rayogramy. Umělci a teoretici je přijímali s nadšením i kriticky. Karel Teige, přední teoretik devětsilovské avantgardy, rayogramy oceňoval jako obrazové básně. Teoretik a fotograf Jaromír Funke rayogramy kritizoval. V českém prostředí vytvořil první a zároveň nejpůsobivější fotogramy Jaroslav Rössler. Když jeho fotogramy spatřil Karel Teige, údajně prohlásil, že jsou lepší než ty Man Rayovy (1923).
Jiří Šigut se v devadesátých letech věnoval technice fotogramu, kdy fotocitlivý papír rozmísťoval a nechával ležet v krajině. Papír po několikadenní expozici ustálil. Jeho cyklus Záznamy vznikl v devadesátých letech minulého století a byl založen na principu fotogramu, který sehrál významnou úlohu v avantgardním umění. Šigut zredukoval fotografickou technologii na papír a ustalovač, čímž se jeho práce odlišují od tradičních fotografických postupů. Využil toho, že fotografický papír je schopen pracovat v čase a věrně zaznamenávat cokoli se na něm, třeba jen na chvíli, objeví. Ve fotografických obrazech zaznamenal tvarové zlomky přírodnin, ale i záznam přírodních světelných změn, stopy energie či pohybu hvězd, Měsíce, ale třeba i světlušek a dalších živých tvorů. Důležitý je i osobní umělcův přístup a prožitek, když klade fotografický papír na určité místo a nechává jej tam na několik dní. Tyto snímky pak postrádají okamžikovost fotografie.
- Zdeněk Lhoták (1949) od roku 1989 vytváří cyklus Autoportréty, snímá detaily vlastního nahého těla, které jsou výtvarně stylizované. Jejich znakem je abstraktnost, často není zřejmé, o jakou část těla se jedná.[10]

## Galerie

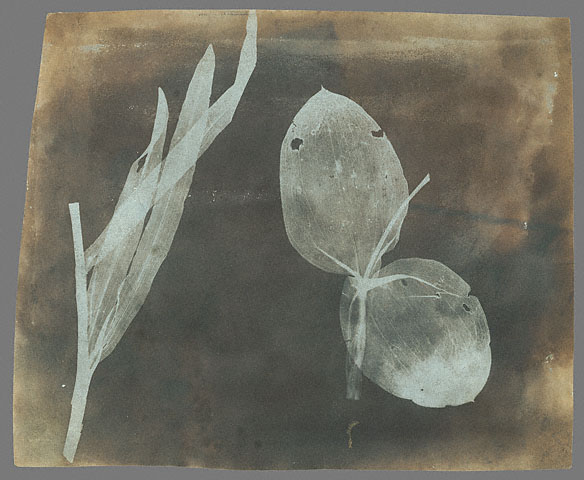
William Henry Fox Talbot: Listy orchideje, fotogenická kresba, duben 1839
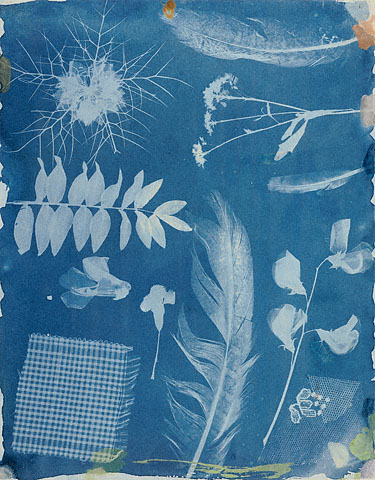
Hippolyte Bayard: Aranžované předměty, asi 1842, přímý pozitivní tisk
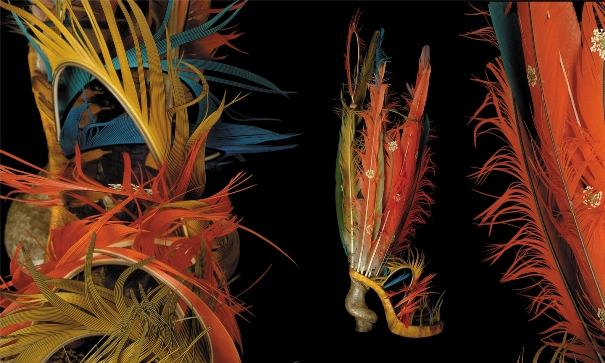
David Ellwand: Ikarovy boty vytvořené pomocí ptačích per a dřevěných předmětů
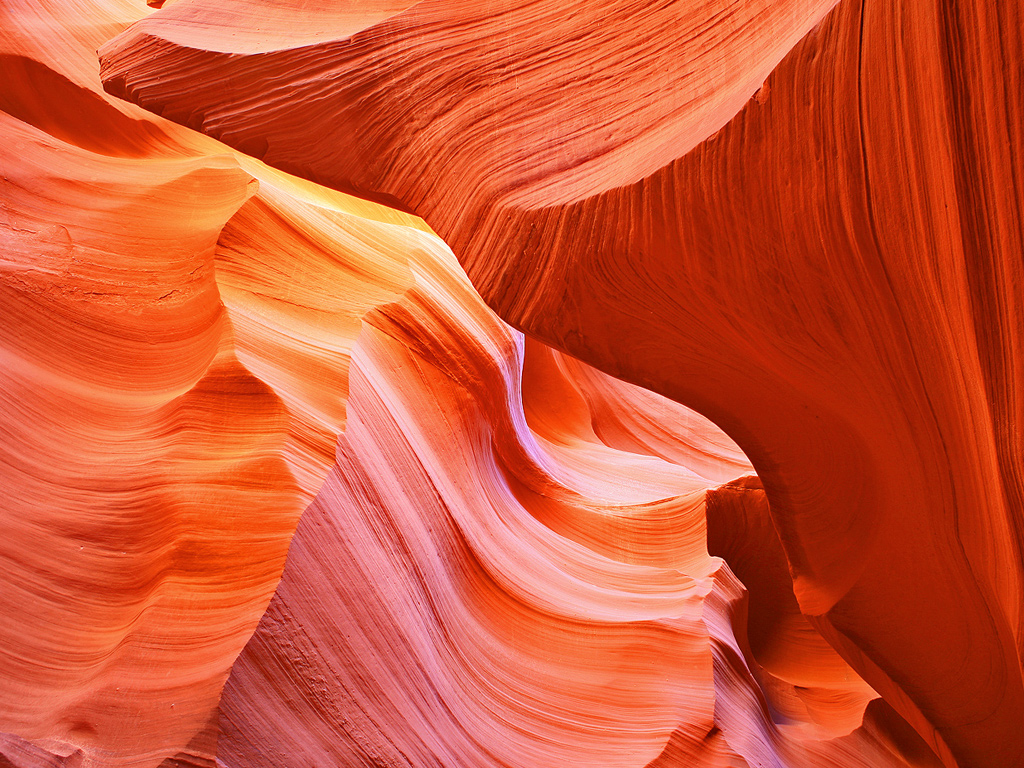
Abstraktně působí struktura nerostů
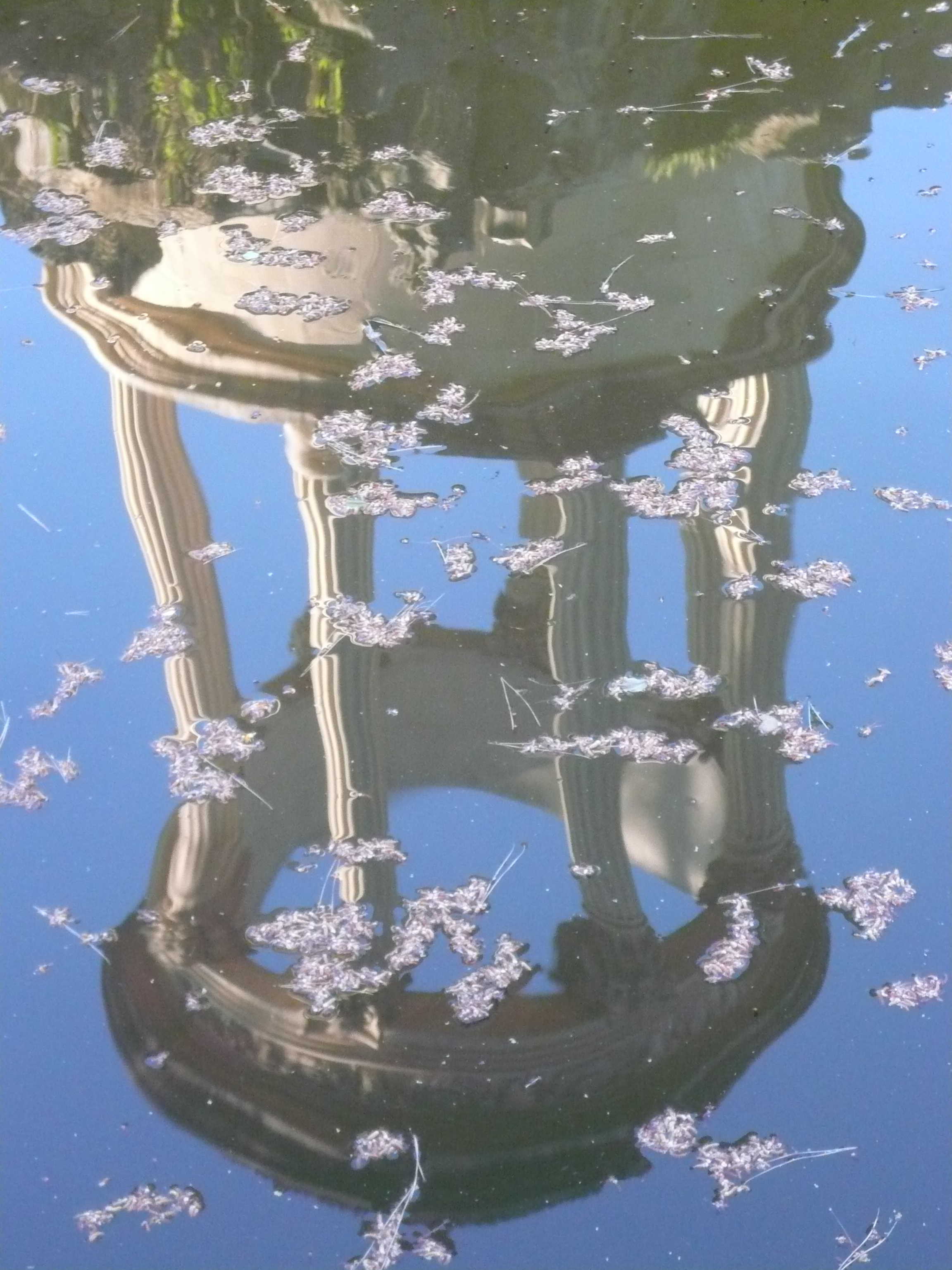
Dobře poslouží i odrazy všeho druhu
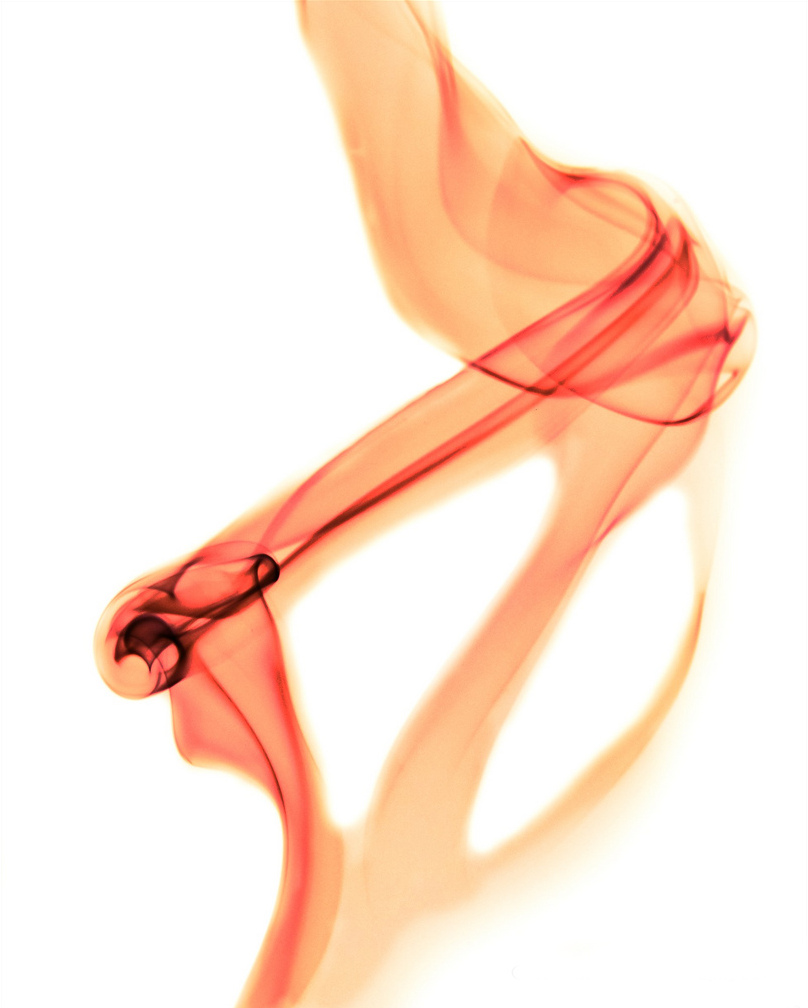
Neurčitě působí také kouřové obrazce
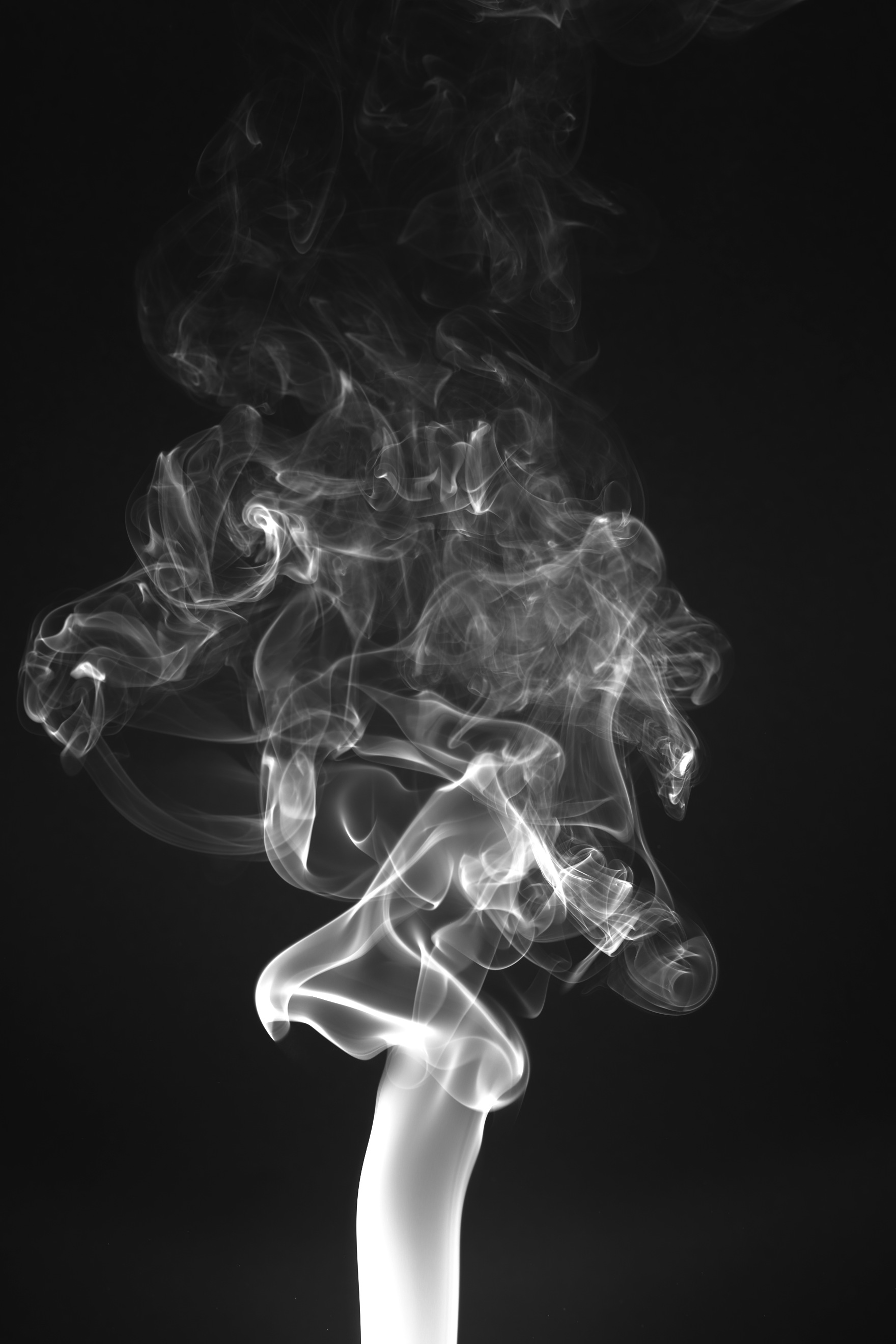
Kombinace různých tvarů a fantazie
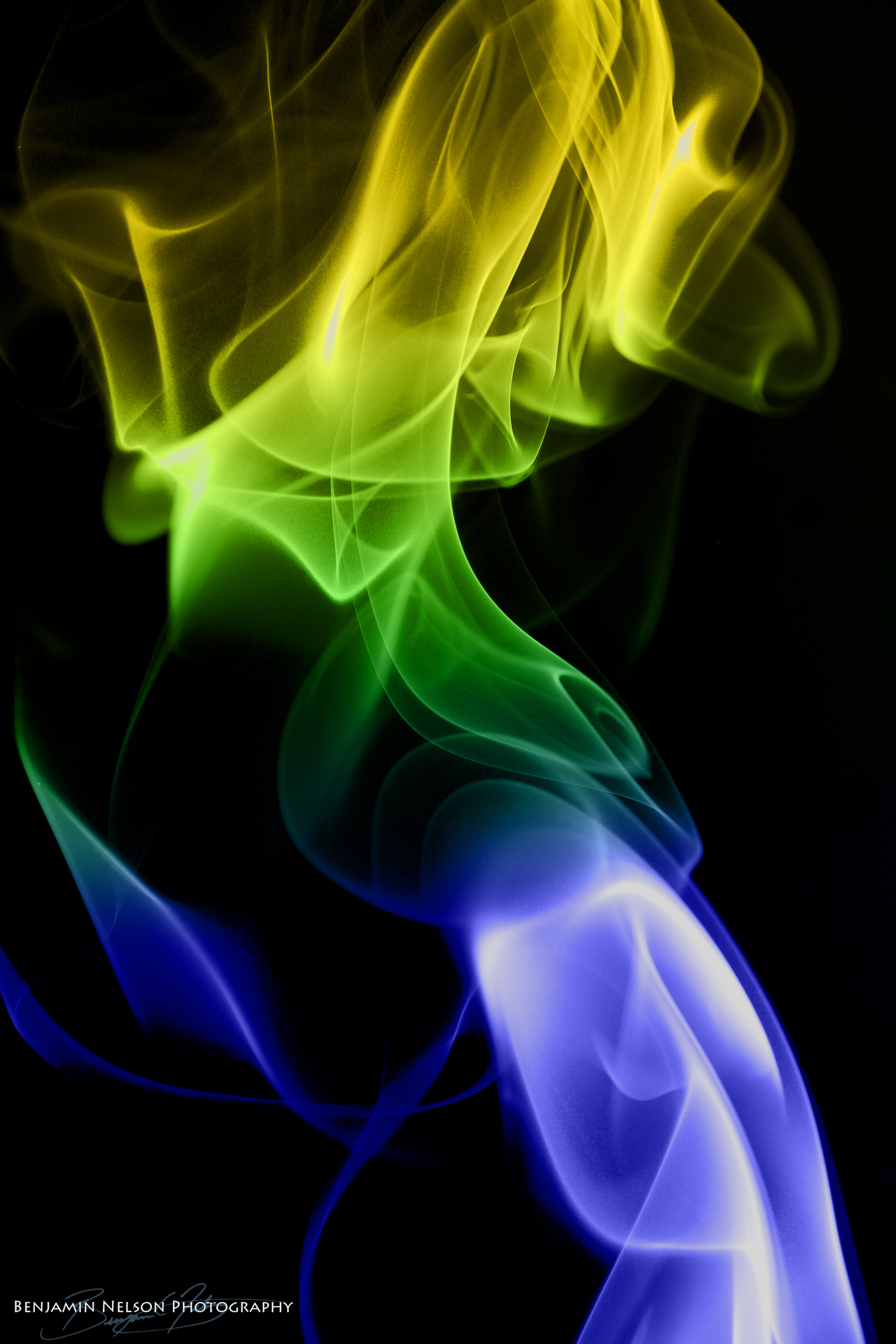
Mystické barevné kombinace
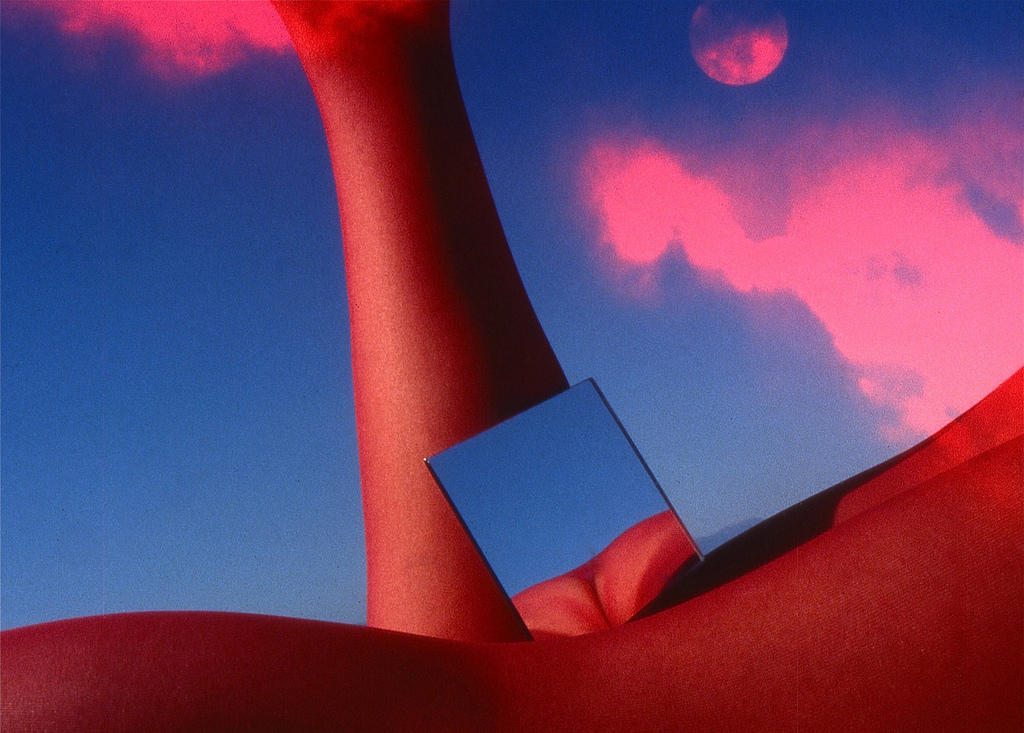
Augusto De Luca: Color 3, 1980